# Зофия Кернова
Зо̀фия Анѐля Ма̀рия Керно̀ва, с родово име Завѝша-Ча̀рна (на полски: Zofia Aniela Maria Kernowa) е полска писателка и деятелка за независимост.

## Биография
Зофия Завиша-Чарна е родена на 6 февруари 1889 година в село Шпитари, близо до Нове Бжеско, в земевладелското семейство на Мария (с родово име Волска) и Артур Завиша-Чарни, герб Пшерова. През 1904 година е се мести в Лвов, където учи в гимназията „Виктория Неджалковска“. Впоследствие завършва Селскостопанския факултет на Ягелонския университет. След избухването на Първата световна война е войник в Полските легиони и членува в Полската военна организация.
По време на Втората световна война е войник в редиците на Армия Крайова. Умира на 2 юли 1971 година в Краков. Погребана е в семейния гроб на гробището в село Любожица.

## Творчество
- Głos wśród burzy (1918)
- Poprzez fronty (1928)
- Świt wielkiego dnia. Opowieść z dzieciństwa Marszałka Piłsudskiego (1938)
- Przedziwny wódz. Powieść z XV w. (1948)
- Zwiastuny burzy, Goszyce-Słomniki-Małoszów-Goszyce 30 VII-6 VIII – Виж: Rok 1914 w dokumentach i relacjach (2004)